# ウィリアム・ローゼンバーグ
ウィリアム・“ビル”・ローゼンバーグ（William "Bill" Rosenberg、1916年6月10日 - 2002年9月22日）は、アメリカ合衆国の実業家である。ドーナツショップのフランチャイズであるダンキンドーナツを創業した。ダンキンドーナツは、2011年末現在で32か国に約1万店舗を展開している。

## 若年期
ローゼンバーグはマサチューセッツ州ボストンで1916年6月10日に生まれた。両親ともプロイセンからアメリカに渡ったユダヤ系ドイツ人で、父は食料品店を経営していた。ローゼンバーグはボストン近郊の労働者階級社会で育ち、公立学校で教育を受けた。世界恐慌により父の店が倒産し、当時8年生(8th grade)だったローゼンバーグは、家計を助けるために学校を辞めざるを得なかった。

## キャリア
いくつかの仕事を経験した後、14歳の時にウエスタンユニオンの電報配達員となった。17歳で冷凍トラックでアイスクリームを配達する会社であるシムコ(Simco)に入社した。21歳の時に配達係から全米営業部長に昇進して、生産・出荷・冷蔵倉庫を監督し、40から100台の配送トラックを管理した。
第二次世界大戦が勃発すると、マサチューセッツ州ヒンガムの製鋼会社・ベスレヘム・スチールに入社した。後に、ユダヤ人初の労働組合代議員となった。終戦後、戦時国債の償還で得た1500ドルと借りた1000ドルを元手にして、ボストン郊外の工場労働者向けに食事を提供する会社「インダストリアル・ランチョン・サービス」(Industrial Luncheon Services)を立ち上げた。ローゼンバーグは、ステンレス製の棚に収められたサンドイッチや軽食が客からよく見えるように側面が上昇するようにした独自の自動車を開発し、移動式ケータリングカーの先駆けとなった。短期間で、この会社は25の工場兼店舗、200台のケータリングカーを持つまでに成長した。
ローゼンバーグは、売り上げの40パーセントがコーヒーとドーナツであることに気づき、1948年にマサチューセッツ州クインシーでドーナツ専門店「オープンケトル」(Open Kettle)を開店し、後に「ダンキンドーナツ」に改称した。それまでのドーナツ店では少ない種類のドーナツしか売られていなかったのに対し、ローゼンバーグの店では52種類のドーナツを提供した。1955年に6店舗目を開店するのと同時に、事業拡大の手段としてフランチャイズを導入することを決定した。フランチャイズを導入する企業の増加を見て、ローゼンバーグは1959年の見本市でフランチャイズの業界団体の設立を呼びかけ、翌1960年に国際フランチャイズ協会が設立された。
1960年代初頭、ローゼンバーグはファストフードチェーンのハウディ・ビーフバーガー（後のハウディ・ビーフン・バーガー）を設立した。多くの店舗をダンキンドーナツに併設し、駐車場を共用することで、マクドナルドなどの大型チェーンに対抗できるようにした。ハウディ・ビーフバーガーは、1947年から1960年まで放送されていた子供向けテレビ番組『ハウディ・ドゥーディ』から名前をとったもので、登場するキャラクターのハウディ・ドゥーディをマスコットとした。ハウディ・ビーフバーガーは、ハンバーガー、フライドポテト、フィッシュサンドイッチ、ニューイングランド風クラムチャウダーなどを提供し、ニューイングランドで27店舗を展開したが、1970年代末に廃業した。
1968年、ローゼンバーグはニューハンプシャー州イーストキングストンのウィルローズ農場を購入した。1971年に肺癌と診断されて以降は、ほとんどの時間を農場経営に使うようになり、ニューイングランド最大のサラブレッドのブリーダーとなった。1980年にウィルローズ農場をニューハンプシャー大学に寄贈し、以降は主に病院を対象とした慈善活動を行うようになった。
2001年、自伝"Time to Make the Donuts: The Founder of Dunkin Donuts Shares an American Journey"（ジェシカ・ブリリアント・キーナーとの共著）を出版した。

## 私生活
ローゼンバーグは生涯に2度結婚している。1937年にバーサ・“ブッキー”・グリーンバーグ(Bertha "Bookie" Greenberg)と結婚し、ロバート（ボブ）、キャロル、ドナルド（ドン）の3人の子供をもうけたが、後に離婚した。1978年にアン・アルイシー(Ann Aluisy)と結婚した。
2002年9月22日、マサチューセッツ州マシュピーの自宅で膀胱癌により86歳で死去した。